# Алеманния
Алема́нния (фр. Allemagne, нем. Alemannen) — область на юге современной Германии, исторически населённая алеманнами, и название ряда их государственных образований. 
Эта страна в IV—VI была театром войны между разными варварскими государствами и Византией, оспаривавшими её друг у друга. В VI веке регион окончательно закрепился за Франкским, а впоследствии Восточно-франкским королевством.

## История
В древности здесь, в верхнерейнской области, обитали кельты, вытесненные в I веке до н. э. на правый берег Рейна германским племенем свевов. Хотя ещё будущий римский император (а на тот момент претор) Тиберий в 15 году до н. э. учредил к югу от верховьев Дуная провинцию Рецию, тем не менее лишь около 100 года римляне здесь прочно утвердились и основали между реками Рейном, Ланом и Дунаем так называемые Agri decumates. 
В III веке явившиеся сюда с северо-востока алеманны овладели страной (краем). Алеманны и свевы скоро слились в один народ, хотя название алеманнов больше сохранилось за населением, живущим к западу от Шварцвальда, а свевов — к востоку от гор. После поражений при Цюльпихе (Толбиаке) в 496 году и при Страсбурге в 506 году алеманны подчинились франкским королям, которые основали особое (с некоторой долей самостоятельности) герцогство Алеманния (разделившееся в 1096 году), но сохранили самостоятельных герцогов.
Начиная с VII века в Алеманнии распространяется христианство, чему особенно содействуют монастыри в Санкт-Галлене, Райхенау, Мурбахе и другие. В Констанце и Аугсбурге учреждаются епископства.
Восстание герцога Теобальда против Пипина Короткого (746) было усмирено и повлекло за собой уничтожение герцогского достоинства и включение многих владений в состав королевского имущества. Для управления страной был назначен граф, королевский наместник.
В 829 году территория Алеманнии вошла в состав королевства, выделенного для управление Людовику Немецкому. Верденский договор в 843 году подтвердил закрепление этой области в числе других, вошедших в состав Восточно-франкского королевства, за Людовиком.
С ослаблением королевской власти усилилось значение наместника. Победы, одержанные франками, положила конец существованию независимого от франкских правителей Алеманнского герцогства, которое распалось на две части, из которых одна стала называться Швабией. В результате на территории Алеманнии в начале X века возникло герцогство Швабия. Хотя в Алеманнии, позднее получившей названия Швабия, до конца VIII века было организовано несколько антифранкских мятежей, ни один из них не был успешным. Земли, входившие в покорённое герцогство, были включены в состав Франкского государства, а местные правители стали назначаться Каролингами.